# طاقة النقطة صفر

طاقة النقطة صفر أو طاقة الدرجة صفر في جملة كمومية ما مثل حالة (جسيم ضمن صندوق أو هزاز توافقي كمومي) ندعو القيمة الدنيا الممكنة للطاقة بطاقة النقطة صفر. وفقا للفيزياء الكلاسيكية، لا يمكن للطاقة الحركية في حالة جسيم ضمن صندوق أو حالة الهزاز التوافقي أن تكون صفرا إلا إذا كانت قيمة السرعة صفرا. إلا أن نظرية الكم مع مبدأ الارتياب تنص على عدم قدرتنا على تحديد كلا من السرعة والموضع بدقة في نفس الوقت فتحديد قيمة السرعة بدقة يقتضي ارتيابا في الموضع غير محدود، هذا يقتضي ان نتخلى عن شرط الحفاظ على الجسيم ضمن الصندوق أو القبول بالحصول على طاقة كامنة جديدة في حالة الهزاز التوافقي.
لحل هذه المعضلة تقدم نظرية الكم حلا يقضي بمنع السرعة الدنيا من أن تأخذ القيمة صفر، وبالتالي منع الطاقة الدنيا من أن تأخذ القيمة صفر.

## مفهوم طاقة النقطة-صفر
يُشتق مفهوم طاقة النقطة صفر من فكرة معروفة في الميكانيك الكمومي، وهو العلم الذي يصف سلوك الجسيمات ذات الأبعاد الذرية. وعلى وجه الخصوص تنبثق طاقات النقطة صفر من مبدأ الريبة (عدم التحديد) لهايزنبرگ، وهو المبدأ الذي يقيد دقة القياسات. ففي عام 1927، أثبت الفيزيائي الألماني<F.هايزنبرگ> عدم إمكانية معرفة موقع جسيم ما وكمية حركته (زخمه)(momentum) في آن واحد وبدقة بالغة: فإن عُرِف الموقع تماما ظلت كمية الحركة مجهولة والعكس بالعكس. ولهذا لابُدّ للجسيم من الرجفان في درجة الصفر المطلق: إذ إنه لو كان في حالة من الركود التام لعرفنا موقعه وكمية حركته في آن واحد وبدقة، ناقضين بذلك مبدأ الريبة.

## أشكال طاقة النقطة-صفر
تظهر طاقة النقطة-صفر هذه (التي تتأتى من جميع أنواع حقول القوى. الكهرومغناطيسي والتثاقلي والنووي) على أشكال مختلفة لا تبدو جلية إلا للفيزيائيين. ومن هذه الأشكال انزياح لامب Lamb، وهو تغير طفيف في تواتر الضوء الصادر عن ذرة مثارة. وهناك شكل آخر هو نوع خاص من الضوضاء الضعيفة لا مفر منه تسجله التجهيزات الإلكترونية والضوئية.نص الصفحة.